# Mittlere Petermannkette
Die Mittlere Petermannkette ist ein Gebirgszug im ostantarktischen Königin-Maud-Land. Sie ragt über eine Länge von 27 km in nordsüdlicher Ausrichtung von der Schneidengruppe bis zum Großen Schwarzhorn im Wohlthatmassiv auf.
Entdeckt und benannt wurden sie bei der Deutschen Antarktischen Expedition 1938/39 unter der Leitung des Polarforschers Alfred Ritscher. Namensgeber ist der deutsche Kartograph und Geograph August Petermann (1822–1878).